# آمینواستونیتریل
آمینواستونیتریل (به انگلیسی: Aminoacetonitrile) یک ترکیب شیمیایی آلی با فرمول مولکولی NCCH۲NH۲ است. این ترکیب مایعی بی‌رنگ و به‌دلیل ناسازگاری گروه هسته‌دوست آمین و گروه الکترون‌دوست نیتریل در دمای اتاق ناپایدار است. این ناپایداری و واکنش پذیری درونی مولکول، موجب می‌شود که همواره به‌صورت یک نمک ([NCCH۲NH۳]+Cl−) نمایش داده شود.